# Los Suaves
Los Suaves es una banda española de hard rock formada en Orense (Galicia) por los hermanos Yosi, Charly y Javier Domínguez a finales de los años setenta. Su estilo inicial era una propuesta musical cercana al punk rock con fuertes influencias de bandas de hard rock como Thin Lizzy, cuando fueron encasillados en la corriente musical del rock urbano. Con la incorporación de Alberto Cereijo al grupo, el sonido comenzó a verse paulatinamente más influido por el heavy metal. Su música se caracterizaba por largos cortes donde destaca el virtuosismo de los instrumentos apoyado por letras que exponen, generalmente, el lado amargo de la vida así como problemas cotidianos y sociales. Habiendo sido teloneros de Ramones en La Coruña en 1981 o The Rolling Stones en Santiago de Compostela en 1999, se asentaron como una de las bandas más consolidadas de la escena del rock español, llegando a vender más de dos millones de discos hasta diciembre de 2014.

## Historia

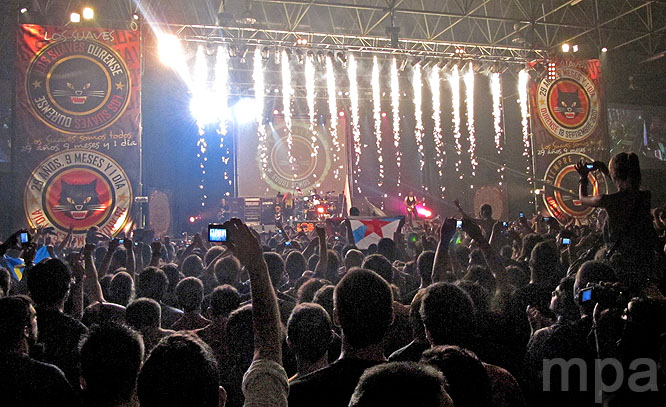
Concierto "29 Años, 9 Meses y 1 Dia"

La banda nace en 1979 en Orense, formada por los hermanos Domínguez (Yosi, Charly y Javier), si bien los que conformaron la banda durante casi toda su trayectoria fueron Yosi y Charly. Aunque fue en 1981 cuando empezaron a ofrecer sus primeras actuaciones. En estos primeros años, la formación de la misma varía bastante, hasta que se asienta con la incorporación de Ramón Costoya "Moncho" y Hermenegildo Alogo Mebuy "Hermes" como guitarristas y el batería Ángel Barrio, "Gelo" (fallecido el 17 de febrero de 2022). Tuvieron su primera gran oportunidad en 1981, cuando telonearon a los Ramones en La Coruña, con tal éxito que consiguieron firmar con la discográfica independiente gallega Edigal, con la que editan sus dos primeros álbumes, el titulado Esta vida me va a matar (1982) en el que se encuentran canciones como "Peligrosa María" o "Viene el tren", y Frankenstein (1984), actualmente reeditados en compact disc. Fruto de aquel concierto como teloneros de los Ramones empezaron a utilizar un gato como símbolo del grupo, a imagen y semejanza del águila que representa a los Ramones. Con el tiempo la imagen del gato de Los Suaves se ha convertido en un icono del rock nacional. Pasaron épocas difíciles hasta llegar al tercer álbum que les lanzó al éxito Ese día piensa en mí (1988), cuando la banda comienza a ser reconocida a nivel nacional, lo que se plasmó en el álbum en directo Suave es la noche (1989).
El guitarrista Hermes Alogo tuvo que abandonar Los Suaves, y es sustituido por Alberto Cereijo, quien aporta un sonido más agresivo en la guitarra, lo que lleva a una evolución del sonido Suaves coincidiendo con el cambio de década. Así, llegan a conseguir su primer disco de oro en 1991 con el álbum Maldita sea mi suerte, y a grabar con una compañía multinacional el álbum Malas noticias (1993). Su siguiente disco, Santa compaña (1994), obtuvo el disco de platino y conciertos multitudinarios. Esta gira dio pie a la grabación del álbum en directo ¿Hay alguien ahí?, el cual estaba formado por dos discos grabados en concierto en Santoña (Cantabria), y un tercer disco compuesto por 6 temas tocados en directo en estudio ante un público exclusivo, el cual solo acompañó a los otros dos en la primera edición del directo.
Una vez lanzado el álbum San Francisco Express (1997) y tras apoyar a la banda argentina La Renga durante su visita a España al año siguiente, Los Suaves viajaron a Argentina para ofrecer algunas actuaciones en enero de 1999 como invitados de La Renga y Almafuerte. Ese mismo año fueron el acto de apertura del concierto de The Rolling Stones en Santiago de Compostela. La banda continúa su trayectoria con los siguientes álbumes Víspera de todos los santos (2000), Un paso atrás en el tiempo (2002), Si yo fuera Dios (2003), El jardín de las delicias (2005) y Adiós, adiós (2010).
El Siglo XXI recibe a la banda con cambios significativos en su formación. Ramón "Moncho" Costoya había anunciado su marcha del grupo por motivos personales en 1998, aunque ésta no se producirá hasta el año 2000. Es sustituido por Fernando Calvo, orensano, virtuoso guitarrista formado al igual que Alberto Cereijo en el prestigioso M.I. (Musicians Institute of Hollywood), recibiendo excelentes calificaciones en el departamento de G.I.T. (Guitar Institute of Technology). Fernando Calvo ya interviene en la grabación de Un paso atrás en el tiempo (2002) y en los discos y directos posteriores de la banda. En mayo de 2002 Tino Mojón toma el relevo de Ángel Barrio "Gelo" a la batería del grupo. Tino ya venía colaborando con el grupo desde el año 1996. Vinculado a la banda como músico de estudio en los discos San Francisco Express (1997), Víspera de todos los Santos (2000) y Un paso atrás en el tiempo (2002) coge las baquetas también en directo tras la marcha de "Gelo", aportando mayor implicación en la elaboración de los temas de los nuevos discos de la banda y manteniendo la contundencia rítmica que caracteriza a Los Suaves.
En febrero de 2007, a través de la página web de Alberto Cereijo, se anunció que la de ese año sería su última gira con Los Suaves, a pesar de lo cual la banda no se planteó por ello abandonar la escena del rock & roll nacional. Además, en octubre de 2007, Alberto Cereijo anunció que daba marcha atrás en sus planes de salir del grupo y decidió junto a Tino Mojón (batería) compaginar Los Suaves con su nueva banda llamada ECO. De hecho los primeros conciertos de ECO tuvieron lugar durante los meses de noviembre y diciembre de 2007 teloneando a Los Suaves, situación que se ha ido repitiendo en varias ocasiones durante años posteriores.

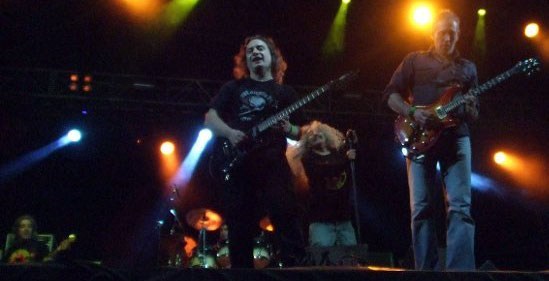
Los Suaves tocando en 2010 en el Festival En Vivo (Getafe).

 El 26 de enero de 2010, casi cinco años después de su anterior trabajo discográfico, Los Suaves sacan a la luz su undécimo álbum de estudio titulado Adiós, adiós. Dejando claro que esas palabras son un grito de bienvenida, supone la confirmación de la banda como una de las que se encuentra en mejor forma dentro panorama del rock nacional, hecho que se confirma en junio de ese mismo año con el anuncio de la grabación en Orense, el 18 de septiembre de 2010, de un DVD en directo. Dicha grabación se materializa en el doble disco en directo, incluyendo DVD y libro, titulado 29 años, 9 meses y 1 día, que sale a la venta a finales de noviembre de ese mismo año. Durante la rueda de prensa realizada para la presentación del evento la concejal de cultura del ayuntamiento de Orense anuncia el inicio del procedimiento requerido para la concesión a Los Suaves de la medalla de oro de la ciudad. El 17 de septiembre de 2010 se les concede dicha medalla en el consistorio de su ciudad, y la Sociedad Filatélica Miño realiza la presentación de un sello de Los Suaves, durante un emotivo acto de descubrimiento de una placa conmemorativa del evento realizada en la plaza que lleva su nombre en Orense, rodeados de numerosos seguidores, prensa y autoridades.
Durante el año 2013 el grupo inicia la gira denominada la Gira de los mil conciertos. Denominada así porque durante la celebración de la gira se cumple el concierto número 1000 del grupo, les lleva por escenarios de toda la península con un repertorio renovado y lleno de clásicos que hacía tiempo no sonaban en directo y que hace las delicias de sus seguidores tanto veteranos como noveles. Como anécdota, la gira se inicia en la sala O2 Academy de Londres, en la primera visita de la banda a la isla, aunque previamente el nuevo repertorio había sido testado en directo en una pequeña sala de Orense (sala Berlín) donde el grupo actuó bajo el pseudónimo de "Los Ásperos".
En junio de ese mismo año, dentro de la "Gira de los mil conciertos", la banda rinde homenaje en Orense a todos los miembros que han pasado por ella a lo largo de su historia, invitándoles a subirse al escenario durante el concierto celebrado el día 29 dentro de la programación del festival Derrame Rock. El evento es denominado "la reunión" y es una ocasión única de ver en acción, compartiendo escenario con los actuales, a antiguos miembros tales como Montxo Costoya, Javier Domínguez, Carlos Abuña, Pepe Losada, Ángel Ruíz, Carlos Costoya o Dani Domínguez, y la siempre presente memoria de Hermes Alogo fallecido en 2003.
En noviembre de 2013 sale a la venta un DVD recopilatorio de la "Gira de los mil conciertos", más un CD de audio y un segundo DVD con un documental sobre el grupo llamado "viaje al fin de la noche", documental a cargo de la productora Meteórica Cine.
En noviembre de 2014 la editorial Xerais edita un libro titulado "Los Suaves. Mi casa es el rock 'n' roll" (ISBN 978-84-9914-755-0) escrito por Javier Domínguez y en el que, a modo de 'biografía oficial' del grupo, se hace un extenso recorrido por la historia de la banda orensana.
El 18 de diciembre de 2014, Los Suaves anunciaron mediante un breve comunicado su gira de despedida. Titulada "La música termina", la gira lleva a la banda por numerosos escenarios en España y Europa durante los años 2015 y 2016. 
Durante el año 2016 se anuncia lo que será el concierto final, a celebrar en la ciudad de Orense el 17 de diciembre de ese mismo año. Finalmente, el concierto de despedida, bautizado con el evocador nombre de "El juicio final", debe ser cancelado, así como la recta final de la gira, al encontrarse Yosi convaleciente de una caída que sufrió en los instantes finales del concierto que Los Suaves celebraron el 22 de julio en Santander. A la espera de la recuperación total del mítico cantante y noticias sobre la parte de la gira cancelada y del concierto final de despedida, Valencia, Tarragona y Santander se convierten en las últimas ciudades donde ha podido verse en directo a la banda. En ese mismo año, el 25 de julio (Día de Galicia), el grupo recibió la Medalla de Oro de Galicia.
Ya en 2017, el 12 de mayo, la banda anuncia mediante rueda de prensa la vuelta a los escenarios para continuar con, al menos en parte, los conciertos cancelados de finales de 2016. El primero de ellos tenía que ser el 22 de julio, justo un año después del accidente que obligó a cancelar la recta final de la gira, y en el punto donde la dejaron, Gijón. Sin embargo, cuando parecía que los problemas que impedían a la banda cerrar su carrera en los escenarios llegaban a su fin, pocos días después, se anuncia una nueva cancelación de este concierto, por las mismas razones médicas de Yosi que hicieron cancelar los anteriores.
A la espera del “Juicio final”, se paró el tiempo entonces, en el limbo de los justos, ya que desde entonces, no hubo noticias sobre el futuro de la banda, al margen de la publicación en 2022 por la discográfica Santo Grial de discolibro (2 CD y 1 DVD) con el concierto en directo celebrado en Oviedo el 11 de septiembre de 2015 en el que participan diversos cantantes invitados de varios grupos de la escena rock del momento, al que le siguen muy diversas reediciones en diferentes formatos de anteriores publicaciones. Y así hasta hoy …

## Estilo, influencias y legado
El grupo ha sido premiado por la prensa especializada como mejor banda en directo del país, en varias ocasiones:
- Referendo Heavy Rock 1999[9]
- Mejor banda de heavy en directo año 2000 por la revista Heavy Rock.[10][11]
- Recortes de prensa[12]

Entre las influencias de Los Suaves, cabe destacar la del grupo irlandés Thin Lizzy del que los hermanos Domínguez siempre se han confesado seguidores.

## Componentes
- Yosi Domínguez: voz y guitarra.
- Alberto Cereijo: guitarra solista.
- Fernando Calvo: guitarra rítmica.
- Charly Domínguez: bajo.
- Tino Mojón: batería

### Antiguos miembros
- Javier Domínguez: batería
- Ángel Barrio "Gelo": batería ✝2022✝[13]
- Alogo Mebuy "Hermes": guitarra solista. ✝2003✝
- Ramón Costoya "Montxo": guitarra rítmica
- Carlos Costoya: batería
- Ángel Ruiz: guitarra ✝2020✝[14]
- Pepe Losada: guitarra
- Tony Vallés: guitarra
- Tino Canolas: batería
- Carlos Romero (Abuña): batería (1986-88)

## Discografía

### Álbumes de estudio
- 1982: Esta vida me va a matar.
- 1984: Frankenstein.
- 1988: Ese día piensa en mí.
- 1991: Maldita sea mi suerte.
- 1993: Malas noticias.
- 1994: Santa Compaña.
- 1997: San Francisco Express.
- 2000: Víspera de todos los santos.
- 2003: Si yo fuera Dios.
- 2005: El jardín de las delicias.
- 2010: Adiós, adiós.

### Álbumes en directo
- 1989: Suave es la noche.
- 1995: ¿Hay alguien ahí?
- 2010: 29 años, 9 meses y 1 día.
- 2013: Gira de los mil conciertos.
- 2022: La noche más suave.

### EP
- 1995: Especial acústico Barcelona CADENA 100.

### Recopilatorios
- 1993: Diez años de rock.
- 1996: Con el corazón.
- 2002: Un paso atrás en el tiempo.
- 2006: Todo suaves.
- 2013: No puedo dejar el rock.

### Vídeos
- 1996: Esta noche no se duerme.